# 小坂伊佐夫
小坂 伊佐夫（こさか いさお、1930年7月11日 - ）は、日本の経営者。大東京火災海上保険社長を務めた。

## 来歴・人物
東京都出身。1953年に東北大学法学部を卒業し、同年に大東京火災海上保険に入社した。1970年6月に取締役に就任し、1972年6月に常務、1974年6月に専務を経て、1982年7月に副社長に就任し、1988年6月には社長に昇格。1995年6月に会長を経て、1998年6月には相談役に退いた。